# Cyclosternum melloleitaoi
Cyclosternum melloleitaoi là một loài nhện trong họ Theraphosidae.
Loài này thuộc chi Cyclosternum. Cyclosternum melloleitaoi được miêu tả năm 1971 bởi Bücherl, Timotheo & Hippolyte Lucas.